# WHO ドラッグ ディクショナリ
WHO ドラッグ ディクショナリ（WHO Drug Dictionary）は、医薬品を国際的基準により分類したオンライン辞書であり、WHO国際医薬品監査プログラムの一環として制作され、ウプサラ・モニタリング・センターによって維持管理されている。
WHO Drug Dictionaryは、副作用報告書（およびpharmacovigilance）に記載されている医薬品、また臨床試験 に使用される医薬品の識別を主な目的として、製薬会社 、臨床試験機関、ならびに医薬品規制機関等によって利用されている。
WHO Drug Dictionaryは1968年の導入以降、定期的に更新されている。2005年には、データ数と種類を充実させたWHO Drug Dictionary Enhanced、および伝統薬と薬用植物 を収録したWHO Herbal Dictionaryが追加され、さらに広範なデータ入手が可能になった。